# Hammarby IF BF
L'Hammarby IF BF è un club di bandy con sede a Stoccolma, in Svezia. Il club è stato fondato nel 1905.

## Palmarès
- Campionati svedesi: 2

2010, 2013